# Gehorsamsparagraph
Als Gehorsamsparagraph wurde der § 1354 des Bürgerlichen Gesetzbuches in der Fassung von 1900 bezeichnet, der dem Mann in einer Ehe das Recht zur Entscheidung aller das gemeinschaftliche eheliche Leben betreffenden Angelegenheiten zusprach. Er lautete:
Da das 1949 geschaffene Grundgesetz für die Bundesrepublik Deutschland in Artikel 3, Absatz 2 die Gleichberechtigung von Mann und Frau festlegte, war auch eine Änderung des Bürgerlichen Gesetzbuches notwendig geworden. Für die erforderlichen Reformen setzte das Grundgesetz in Artikel 117 eine Frist bis zum 31. März 1953. Diese verstrich jedoch, ohne dass das BGB geändert worden war. Nach langem Ringen zwischen den Parteien wurde der § 1354 am 18. Juni 1957 ersatzlos gestrichen, an seine Stelle trat das am selben Tag erlassene und am 1. Juli 1958 in Kraft getretene Erste Gleichberechtigungsgesetz.
In der DDR war der Gehorsamsparagraph schon seit ihrer Gründung nicht mehr angewandt worden.